# Константин Анастасов
Константин Йорданов Анастасов е български лекар (стоматолог, хирург, професор). Той е сред създателите на съвременната лицево-челюстна хирургия в България.
Многогодишен вице- президент на FISU - Международната Федерация за Студентски Спорт

## Биография
Роден е в Париж, Франция на 10 юни 1926 г. Син е на Юрдан (Йордан) Анастасов. Като дете живее в Берлин и Париж.
След завръщането си в България учи във Френския колеж, Духовната семинария и се дипломира във Втора мъжка гимназия в София. След отбиване на военна служба записва и завършва „Стоматология“ с отличен успех.
През 1951 г. е назначен за младши научен сътрудник в Научноизследователски стоматологичен институт (НИСИ) в секцията по хирургия. През 1959 г. защитава научна теза „Острата одонтогенна инфекция“. Клиничните и експериментални изследвания му дават основание да застъпи позицията за ранна хирургическа и комплексна терапия, с която се предотвратяват тежките усложнения, които по това време са доста чести. При сливането на НИСИ и ИСУЛ става ръководител на Катедрата по лицево-челюстна хирургия, която разполага с болнична база от 40 легла. С оглед въвеждането на съвременни хирургически методи, специализира във водещи клиники в Париж, по-късно в Лондон, и след това – в Ню Йорк.
Починал на 22 октомври 2021 в София

## Научна дейност
Основната част на научната, клинична и публицистична дейност на проф. Анастасов е насочена към диагностиката и лечението на туморите в лицево-челюстната област, лечението на пренеоплазиите, комплексното лечение на злокачествените тумори, травмите на челюстите и др.
Многогодишните проучвания на проф. Анастасов са отразени в повече от 160 публикации, доклади и лекции. Участва с научни съобщения на конгреси в Париж, Атина, Тел Авив, Любляна, Вашингтон, Букурещ, Белград, Мексико и др. Издава монографии за острата одонтогенна инфекция, туморите на устната кухина и челюстите, оперативни методи в лицево-челюстната хирургия , обезболяване в стоматологията, вродени цепки на устните и небцето. С колектив на катедрата публикува „Хирургична стоматология“ (1975). Тази книга десетки години е основно помагало за студенти и специализанти. В Катедрата по лицево-челюстна хирургия на ИСУЛ специализират над 250 души стоматолози и, периодично, всички ръководители на окръжните хирургически центрове.
Константин Анастасов последователно е избиран с конкурси за старши научен сътрудник втора степен, доцент, старши научен сътрудник първа степен и през 1970 г. – за професор. През 1968 г. Анастасов е генерален секретар на Световния стоматологичен конгрес във Варна. Избран е за член на Френската академия по лицево-челюстна хирургия.
През 1975 г. ИСУЛ се слива със Стоматологичния факултет на Висшия медицински институт (София) в новосъздадената обединена Медицинска академия и проф. Константин Анастасов става ръководител на обединената Катедра по лицево-челюстна хирургия, ръководена преди това от проф. д-р Славчо Давидов. През 1978 г. по решение на Партийното бюро е заменен като ръководител на катедрата от проф. Кичка Георгиева (Танчева), след което е избран за професор и ръководител на катедра „Игнацио Чавес“ на Мексиканския национален университет, където работи четири години. Там подготвя около 40 специалисти, изнася лекции и участва в конференции в различни университетски градове, оперира болни и дава консултации. По правителствена програма оперира в щата Кампече над 300 деца с вродени аномалии и подготвя за издаване монография на испански език заедно с неговия главен асистент. Избран е за почетен член на Мексиканската стоматологична асоциация. След завръщането си в България работи и ръководи Клиниката по лицево-челюстна хирургия на Медицинска академия в София и е консултант в Клиниката по пластична хирургия на Стоматологичния факултет в Пловдив.
Награждаван е с ордените „Кирил и Методий“ и „Червено знаме на труда“, Държавния орден на Италианската република. Дългогодишен член на редакционната колегия на сп. „Стоматология“, сп. „Квинтесенц“ (Quintessence), „Дентал абстрактс“ (Dental Abstracts). Владее френски, испански, английски и си служи с италиански, немски и руски език.
Проф. Анастасов е виден деятел на Българския олимпийски комитет, дългогодишен член на Изпълнителния комитет на Световната федерация на университетския спорт, един от основателите на дружество „Академик“.
Проф. д-р Константин Анастасов е ръководител на десетки докторанти, бъдещи доценти и професори по хирургична стоматология и лицево-челюстна хирургия. Подготвени от него специалисти и сега работят в Мексико и други страни в Южна Америка. Синът му, Юрий Анастасов, е професор по пластична хирургия, ръководител на Отделението по пластична хирургия в Пловдив, а племенникът му George Anastassov е професор по лицево-челюстна хирургия в Ню Йорк.

### Избрани трудове
- Анастасов, К. Към проблема на острата одонтогенна инфекция. София: Медицина и физкултура, 1958;
- Анастасов, К. Тумори на устната кухина и челюстите. София: Медицина и физкултура, 1963.
- Георгиев, Е., К. Анастасов, В. Апостолова, Ц. Стоилова. Вродени цепнатини на устните и небцето. София: Строителство и архитектура, б-то изд., 1993;
- Анастасов, К., К. Георгиева, М. Деветаков, Г. Коларов. Хирургична стоматология: Учебник за студенти по стоматология. София: Медицина и физкултура, 1975.
- Кавракиров, В., К. Анастасов, Ю. Анастасов. Оперативни методи в лицево-челюстната хирургия. София: Арсо, 1998 (1983).
- Анастасов К., Ю. Анастасов. Някои съвременни проблеми на малформациите в лицево-челюстната област. – Orthodontia Quintessence, 1993, 2, 27:30.
- Ugrinov R., C. Anastassov., Y. Anastassov. Fibrome desmoide. Fibromatose agressive. Fibrosarcome infantile. – Actualites Odonto-Stomatologiques, 1998, 201: 73 – 82.